# Monte Gjeita
Monte Gjeita (en noruego: Gjeitafjell) o monte Banfield según la cartografía australiana, es la cumbre más alta (1700 m) de las montañas Hansen, en la Antártida, aproximadamente tres millas al este de Brusen Nunatak. Cartografiado y nombrado por cartógrafos noruegos que trabajaron basándose en fotografías aéreas tomadas durante la Expedición de Lars Christensen de 1936-1937, también es denominado monte Banfield, en honor al vuelo de G.A Banfield, miembro de la Real Fuerza Aérea Australiana desde la Base Mawson en 1959.